# Quintiães e Aguiar
Quintiães e Aguiar (oficialmente: União das Freguesias de Quintiães e Aguiar)  é uma freguesia portuguesa do município de Barcelos, com 7,36 km² de área e 1080 habitantes (censo de 2021). A sua densidade populacional é 146,7 hab./km².

## História
Foi constituída em 2013, no âmbito de uma reforma administrativa nacional, pela agregação das antigas freguesias de Quintiães e Aguiar e tem sede em Quintiães.

## Demografia
A população registada nos censos foi:
| Distribuição da População por Grupos Etários | Distribuição da População por Grupos Etários | Distribuição da População por Grupos Etários | Distribuição da População por Grupos Etários | Distribuição da População por Grupos Etários | Distribuição da População por Grupos Etários |
| -------------------------------------------- | -------------------------------------------- | -------------------------------------------- | -------------------------------------------- | -------------------------------------------- | -------------------------------------------- |
| Antes da agregação                           |                                              |                                              |                                              |                                              |                                              |
| Ano                                          | 0-14 anos                                    | 15-24 anos                                   | 25-64 anos                                   | >= 65 anos                                   | Total                                        |
| 2001                                         | 262                                          | 219                                          | 662                                          | 124                                          | 1267                                         |
| 2011                                         | 190                                          | 182                                          | 642                                          | 176                                          | 1190                                         |
| Após a agregação                             |                                              |                                              |                                              |                                              |                                              |
| Ano                                          | 0-14 anos                                    | 15-24 anos                                   | 25-64 anos                                   | >= 65 anos                                   | Total                                        |
| 2021                                         | 136                                          | 124                                          | 586                                          | 234                                          | 1080                                         |